# آلباتروس آمستردام
آلباتروس آمستردام (نام علمی: Diomedea amsterdamensis) نام یک گونه از سرده آلباتروس‌های بزرگ است.